# WiX
The Windows Installer XML (WiX) toolset — набор инструментов, позволяющих создавать установочные пакеты Windows Installer (.MSI и .MSM) на основе XML-описаний.
Программы из набора WiX предназначены для работы в командной строке, однако существует плагин Votive, который позволяет работать с исходными кодами установщика как с проектом Visual Studio (проектный файл имеет расширение .wixproj). При этом поддерживаются обычные возможности проектов: подсветка синтаксиса, построение из командной строки, IntelliSense и т. д.
Windows Installer XML выпущен компанией Microsoft в апреле 2004 года под лицензией Common Public License и размещён на сайте SourceForge.net, файлы исходного кода перемещены на CodePlex. WiX стал первым проектом, выпущенным компанией под открытой лицензией. Создатель и ведущий разработчик — Rob Mensching.

## Состав пакета
В пакет WiX входит набор консольных утилит (имена утилит обыгрывают тему горения, намекая на то, что «WiX» звучит как англ. wicks — «фитили»):
candle
Компилятор/препроцессор — получает объектные модули по исходным XML-документам.
light
Компоновщик — собирает готовый инсталляционный пакет из объектных модулей и других ресурсов.
lit
Библиотекарь — позволяет собрать из нескольких объектных модулей один библиотечный файл.
dark
Декомпилятор — по инсталляционному пакету (.MSI) получает соответствующий XML-документ.
tallow / heat / mallow / paraffin
Инструмент, позволяющий по каталогу файлов получить их XML-описание, пригодное для использования в WiX. Существует также mallow — неофициальное развитие утилиты tallow. В WiX 3.0 подобную функциональность предоставляют также утилиты heat и paraffin.
pyro
Утилита, позволяющая создавать патчи (.msp-пакеты) без использования Windows Installer SDK.
burn
В разработке находится инструмент burn, выполняющий функции бутстраппера инсталляции.